# Avèze, Puy-de-Dôme

Avèze este o comună în departamentul Puy-de-Dôme, Franța. În 1 ianuarie 2022 avea o populație de 159 de locuitori.